# Телесарх (селевкидский военачальник)
Телесарх (др.-греч. Τελέσαρχος) — селевкидский военачальник III века до н. э.

## Биография
Телесарх был родом с Оронта. Во время нашествия галлов в Элладу в 279 году до н. э. сирийский царь Антиох I Сотер направил на помощь грекам отряд из пятисот человек под предводительством Телесарха.
Телесарх и его люди охраняли один из проходов через гору Эта, начинавшийся у развалин фессалийского города Трахин. Их задачей было не допустить разграбления кельтами богатого храма Афины, к которому галлы попробовали прорваться на седьмой день после первого столкновения с греками при Фермопилах.
Варваров удалось остановить, но сам Телесарх пал в бою. По свидетельству Павсания, Телесарх «энергичнее других действовал в интересах эллинов».